# 디트로이트 1-8-7
《디트로이트 1-8-7》(영어: Detroit 1-8-7)은 2010년 9월 21일부터 2011년 3월 20일까지 ABC에서 방영된 미국의 경찰 수사 드라마 텔레비전 시리즈이다.

## 개요
디트로이트 경찰국의 살인 사건 수사과가 매 화 새로운 살인 사건을 해결하는 과정을 그린다.

## 출연진
메인
- 마이클 임피리올리 - 루이스 피치 형사 역
- 내털리 마르티네스 - 아리아나 샌체즈 형사 역
- 존 마이클 힐 - 데이먼 워싱턴 형사 역
- 제임스 맥대니얼 - 제시 롱퍼드 경사 역
- 아이샤 하인즈 - 모린 메이슨 경위 역
- D. J. 코트로나 - 존 스톤 형사 역
- 숀 머점더 - 비크람 마하잔 형사 역
- 에린 커밍스 - 애비 워드 박사 역